# Devastatio Constantinopolitana
La Devastatio Constantinopolitana (La devastación de Constantinopla) es un breve relato anónimo en latín de un testigo ocular de los acontecimientos de la Cuarta Cruzada. Cubre el período desde la predicación de Pedro de Capua en Francia en 1198hasta el 16 de mayo de 1204, poco después del saqueo de Constantinopla.
La Devastatio es detallada y su perspectiva, única. Retrata la Cuarta Cruzada como una serie de traiciones anticristianas de los poderosos hacia los pobres. Los historiadores modernos la han utilizado más por sus detalles concretos que por su punto de vista.

## Manuscrito
La Devastatio se conserva en un único manuscrito de pergamino encuadernado como códice, Cod. Marc. Lat. 1990 en la Biblioteca Nazionale Marciana en Venecia. Ocupa apenas cinco páginas (folios 253r–255r). El mismo manuscrito también contiene la Crónica Universal de Ekkehard of Aura; los Anales de Wuzburgo, que son una continuación de la Crónica; y un breve relato del IV Concilio de Letrán de 1215. El manuscrito fue completado a finales del siglo XIII o principios del siglo XIV por dos diferentes copistas, uno de los cuales añadió a Ekkehard y los Anales y el otro la Devastatio y el Concilio de Letrán.
La Devastatio no guarda relación con la Crónica y los Anales. Su título aparece destacado al principio y una tercera persona escribió posteriormente en el margen superior Coronica captionis Constantinopolitanae (Crónica de la toma de Constantinopla). El relato del concilio de Letrán, que se encuentra en otros cuatro manuscritos, se adjunta a la Devastatio sin título ni comentario. Aunque no son del mismo autor, el copista probablemente pretendía que se leyeran juntos, con el concilio como un epílogo feliz de la desafortunada cruzada. El relato del concilio en Cod. Marc. Lat. 1990 casi con seguridad fue copiado de un manuscrito de la Crónica de Burchard de Ursperg.

## Autoría
El autor de la Devastatio no figura en el único ejemplar que se conserva de la obra y no se menciona a sí mismo en ella. Su identidad, o aspectos de ella, deben deducirse del texto. No existe consenso entre los expertos. La mayoría de los estudiosos aceptan que era oriundo del Sacro Imperio Romano y probablemente germanohablante de Renania, aunque Jules Tessier argumenta que probablemente era italiano de Lombardía y Cynthia Arthur que posiblemente era un francófono del Condado de Henao. En cuanto a su profesión, se ha argumentado tanto que era laico como que era un clérigo secular. Mauriciu Kandel creía que era un clérigo que desempeñaba todas las funciones, desde guerrero hasta secretario. Arthur creía que era un notario laico.
Tampoco hay acuerdo sobre a qué contingente de la cruzada acompañó el autor. Mientras que Michael McCormick, Carl Klimke y Tessier lo sitúan como partidario del Marqués Bonifacio de Montferrato, Kandel lo coloca seguidor del Conde Balduino IX de Flandes y Arthur en el de Enrique de Flandes. Andrea rechaza todas estas teorías.
Se desconoce la fecha de composición, pero una referencia al pontificado del Papa Inocencio III sugiere que fue en el pasado, lo que significa que la Devastatio no se concluyó hasta después de la muerte de Inocencio, el 16 de julio de 1216.Se ha propuesto que el autor se basó para parte de su información en las cartas enviadas por Balduino de Flandes al papa Inocencio tras convertirse en emperador, pero esto no es concluyente.

## Contenido
Probablemente, el autor se basó sobre todo en las notas que había tomado durante la cruzada. La obra final, sin embargo, es una historia coherente y bien elaborada, no un diario. Tessier y Kandel la consideraron una obra oficial, pero esto no es ampliamente aceptado. Para Andrea, no hay pruebas de que el autor estuviera cerca de ninguno de los líderes de la cruzada ni que formara parte de sus consejos privados.
La Devastatio ha sido comparada con un libro de contabilidad por partida simple. El autor presta especial atención a cifras de precios y pagos, y también lleva la cuenta del tamaño del ejército contabilizando muertes, heridos, bajas por licencia y deserciones. También se hace un seguimiento del número de barcos de la flota veneciana y del número de armas de asedio. Estas estadísticas son generalmente precisas, sobre todo cuando se basan en observaciones de primera mano, pero en ocasiones están influenciadas por "rumores de campamento".
El autor también muestra un gran interés por los contratos, juramentos, promesas y tratados, una serie de ocho de los cuales estructuran toda la narración. Los primeros contratos son los votos de cruzada y las promesas hechas por sustitutos para ir en lugar de aquellos cruzados que murieron antes de partir. El pacto hecho por las ciudades de Lombardía para apresurar a los contingentes armados en su camino hacia el encuentro en Venecia se presenta como la primera acción de contracruzada. Los siguientes contratos principales son el juramento de lealtad prestado por los barones a Bonifacio (que a lo largo de la obra se denomina simplemente marqués) y el acuerdo con Venecia, que da lugar al sitio de Zara. En Zara, los cruzados llegan a un nuevo acuerdo con Alejo IV para colocarlo en el trono del Imperio Bizantino. En respuesta a esta maniobra, algunos cruzados disidentes firman un contrapacto para ir directamente a Tierra Santa. A medida que el ejército cruzado y la flota veneciana se dirigen a Constantinopla, los griegos que encuentran en el camino prometen su lealtad a Alejo. Después de la captura de Constantinopla, Alejo IV hace promesas y da garantías al ejército a cambio de su apoyo continuado a su gobierno. A continuación, el nuevo emperador emplea a una parte del ejército para ayudarlo a perseguir al depuesto emperador Alejo III. Se dice que toda Grecia rindió homenaje al nuevo emperador, pero él incumplió su promesa y no pagó a los cruzados por su ayuda. El ejército y su patrón se enemistan y, este último es depuesto y asesinado y los cruzados saquean la ciudad. Los contratos finales ocurren cuando los griegos se rinden a Bonifacio mientras el ejército cruzado elige a Balduino como el nuevo emperador.
La Devastatio contiene dos errores de datación. Se equivoca al datar la gira de predicación de Pedro de Capua en 1202, probablemente porque el autor, siendo alemán, no estaba directamente familiarizado con los acontecimientos de Francia. También sitúa correctamente el asalto al muro del puerto de Constantinopla el 9 de abril de 1204, pero afirma erróneamente que fue durante la Semana Santa. Este error puede indicar que el autor escribió mucho después de los acontecimientos.
La Devastatio carece de referencias a lo sobrenatural. Tampoco hace referencia al cisma entre las iglesias de Oriente y Occidente. Sin embargo, temáticamente, el relato se inspira en el pasaje del Nuevo Testamento Santiago 2:5-7. El autor anónimo se identifica con el pueblo llano, los "pobres a los ojos del mundo". Su actitud a menudo ha sido tachada de antiveneciana, pero más bien podrían calificarse de antielitista. El éxito material de los barones y venecianos se contrasta con la difícil situación de los cruzados pobres. La Devastatio termina repentinamente después de mencionar los pagos recibidos por los plebeyos del botín tomado en Constantinopla: "cinco marcos para cada soldado de infantería".